# Joram Lindenstrauss
Joram Lindenstrauss, hebr. יורם לינדנשטראוס (ur. 28 października 1936, zm. 29 kwietnia 2012) – izraelski matematyk zajmujący się głównie teorią przestrzeni Banacha; profesor emeritus nauk matematycznych na Uniwersytecie Hebrajskim, na którym doktoryzował się w 1962 na podstawie pracy Extension of compact operator, dotyczącej operatorów zwartych (promotorami pracy byli Aryeh Dvoretzky i Branko Grünbaum).
Ojciec Elona Lindenstraussa, laureata Medalu Fieldsa z 2010 r.

## Dorobek naukowy
Od jego nazwiska pochodzi nazwa:
- przestrzeni Johnsona-Lindenstraussa,
- lematu Johnsona-Lindenstraussa,
- twierdzenia Lindenstraussa-Tzafririego, charakteryzującego przestrzenie Hilberta.

Inne wyniki:
- Udowodnił, że każda nieskończenie wymiarowa komplementarna podprzestrzeń przestrzeni ℓ∞ jest izomorficzna z ℓ∞[2].
- Wspólnie z Liorem Tzafriri udowodnił, że każda ciągowa przestrzeń Orlicza zawiera podprzestrzenią izomorficzną z pewną przestrzenią ℓp[3].

## Publikacje
Joram Lindenstrauss jest autorem następujących pozycji książkowych:
- Classical Banach spaces (wspólnie z Liorem Tzafririm). Hebrew University of Jerusalem, 1973.
- Classical Banach spaces II (wspólnie z Liorem Tzafririm). University of Copenhagen, Institute of Mathematics, 1978.
- Banach spaces with a unique unconditional basis, up to permutation (wspólnie z Jeanem Bourgainem, Peterem George’em Casazzą i Liorem Tzafririm). Memoirs of the American Mathematical Society, vol 322. American Mathematical Society, 1985.
- Geometric nonlinear functional analysis (wspólnie z Yoavem Benyaminim). Colloquium publications, 48. American Mathematical Society.